# HAL/Turbomeca Shakti
Le HAL/Turbomeca Shakti, désigné Ardiden 1H par Turbomeca, est un turbomoteur pour hélicoptères de la fin des années 2000, développé conjointement par l'Inde et la France.

## Historique
Hindustan Aeronautics Limited (HAL) et Turbomeca ont une longue histoire de développement industriel d'hélicoptères en Inde, qui remonte aux années 1960. En 1961, Turbomeca accorda une licence de fabrication pour l'Artouste pour équiper le Chetak (l'Alouette III indienne) et Cheetah (Alouette II).
Le développement du projet Shakti/Ardiden 1H fut démarré en 1999 par les deux compagnies pour motoriser l'hélicoptère moyen polyvalent HAL Dhruv. Cependant, plusieurs facteurs, parmi lesquels l'embargo appliqué par les États-Unis à la suite des essais nucléaires indiens de 1998, menèrent le projet à avancer bien moins vite que prévu. Par conséquent, les premiers exemplaires du Dhruv utilisaient le moins puissant Turbomeca TM 333 comme mesure de remplacement. Le premier essai en vol du Dhruv avec le nouveau moteur Shakti n'eut lieu que le 16 août 2007. Fin 2007, HAL commença à installer des Shaktis sur les Dhruvs produits depuis cette date.

## Caractéristiques
Les moteurs de la série Ardiden 1H ont une entrée d'air périphérique et un compresseur centrifuge à deux étages entraîné par un unique étage de turbine, l'ensemble étant désigné « générateur de gaz », car il entretient le fonctionnement du moteur lui-même. Le flux d'air passe à travers une chambre de combustion annulaire à flux inversé (« reverse flow »), l'étage de turbine de la partie générateur de gaz, puis à travers une turbine dite « de puissance » à deux étages, qui transforme le flux de gaz en couple sur un arbre de sortie via une boîte d'engrenages réducteurs entraînée par un arbre concentrique passant à l'intérieur de celui du générateur de gaz.
La boîte à engrenages du relais accessoires, aussi montée à l'avant du moteur, est entraînée par le générateur de gaz. Le contrôle du moteur est fait par le biais d'une unité de contrôle numérique à deux canaux (Digital engine Electronic Control Unit - DECU).

## Versions
- Ardiden 1H : Certifié par l'EASA en décembre 2007[1] ;
- Ardiden 1H1 (Shakti) : Certifié par l'EASA en mars 2009[1]. Il équipe les HAL Dhruv et LCH ;
- Ardiden 1U : Il équipe les HAL LOH ;
- Ardiden 3G : Certifié en juin 2017. Il équipe le Kamov Ka-62 ;
- Ardiden 3C (WZ16 en Chine) : Certifié en octobre 2019. Il équipe l'Avicopter AC352 (version de l'Eurocopter EC175 produite en Chine) ;
- Ardiden 3Z : Projet commun Zunum Aero et Safran [3].

### Turboprop
Le Ardiden 3TP est un turbopropulseur, dérivé de la turbine Ardiden 3. Il est développé avec des partenaires européens, notamment allemands : ZF Aciation qui fournit le réducteur, et MT-Propeller qui crée une hélice adaptée. L'espagnol ITP Aero est également partie prenante dans le projet. Ce turboprop vise à la fois des applications civiles et militaire, il concurrencera le Pratt & Whitney Canada PT6.

## Applications
- HAL Dhruv
- HAL Light Combat Helicopter
- Kamov Ka-62 : Ardiden 3G[5] ;
- HAL Light Observation Helicopter